# Danh sách loài nhện trong họ Amphinectidae
Dưới đây là danh sách các loài nhện trong họ Amphinectidae.

## Akatorea
Akatorea Forster & Wilton, 1973
- Akatorea gracilis (Marples, 1959)
- Akatorea otagoensis Forster & Wilton, 1973

## Amphinecta
Amphinecta Simon, 1898
- Amphinecta decemmaculata Simon, 1898
- Amphinecta dejecta Forster & Wilton, 1973
- Amphinecta luta Forster & Wilton, 1973
- Amphinecta mara Forster & Wilton, 1973
- Amphinecta milina Forster & Wilton, 1973
- Amphinecta mula Forster & Wilton, 1973
- Amphinecta pika Forster & Wilton, 1973
- Amphinecta pila Forster & Wilton, 1973
- Amphinecta puka Forster & Wilton, 1973
- Amphinecta tama Forster & Wilton, 1973
- Amphinecta tula Forster & Wilton, 1973

## Aorangia
Aorangia Forster & Wilton, 1973
- Aorangia agama Forster & Wilton, 1973
- Aorangia ansa Forster & Wilton, 1973
- Aorangia fiordensis Forster & Wilton, 1973
- Aorangia isolata Forster & Wilton, 1973
- Aorangia kapitiensis Forster & Wilton, 1973
- Aorangia mauii Forster & Wilton, 1973
- Aorangia muscicola Forster & Wilton, 1973
- Aorangia obscura Forster & Wilton, 1973
- Aorangia otira Forster & Wilton, 1973
- Aorangia pilgrimi Forster & Wilton, 1973
- Aorangia poppelwelli Forster & Wilton, 1973
- Aorangia pudica Forster & Wilton, 1973
- Aorangia semita Forster & Wilton, 1973
- Aorangia silvestris Forster & Wilton, 1973
- Aorangia singularis Forster & Wilton, 1973
- Aorangia tumida Forster & Wilton, 1973

## Austmusia
Austmusia Gray, 1983
- Austmusia kioloa Gray, 1983
- Austmusia lindi Gray, 1983
- Austmusia wilsoni Gray, 1983

## Buyina
Buyina Davies, 1998
- Buyina halifax Davies, 1998
- Buyina yeatesi Davies, 1998

## Calacadia
Calacadia Exline, 1960
- Calacadia ambigua (Nicolet, 1849)
- Calacadia chilensis Exline, 1960
- Calacadia dentifera (Tullgren, 1902)
- Calacadia livens (Simon, 1902)
- Calacadia osorno Exline, 1960
- Calacadia radulifera (Simon, 1902)
- Calacadia rossi Exline, 1960

## Cunnawarra
Cunnawarra Davies, 1998
- Cunnawarra cassisi Davies, 1998
- Cunnawarra grayi Davies, 1998

## Dunstanoides
Dunstanoides Forster & Wilton, 1989
- Dunstanoides angustiae (Marples, 1959)
- Dunstanoides hesperis (Forster & Wilton, 1973)
- Dunstanoides hinawa (Forster & Wilton, 1973)
- Dunstanoides hova (Forster & Wilton, 1973)
- Dunstanoides kochi (Forster & Wilton, 1973)
- Dunstanoides mira (Forster & Wilton, 1973)
- Dunstanoides montana (Forster & Wilton, 1973)
- Dunstanoides nuntia (Marples, 1959)
- Dunstanoides salmoni (Forster & Wilton, 1973)

## Holomamoea
Holomamoea Forster & Wilton, 1973
- Holomamoea foveata Forster & Wilton, 1973

## Huara
Huara Forster, 1964
- Huara antarctica (Berland, 1931)
- Huara chapmanae Forster & Wilton, 1973
- Huara decorata Forster & Wilton, 1973
- Huara dolosa Forster & Wilton, 1973
- Huara grossa Forster, 1964
- Huara hastata Forster & Wilton, 1973
- Huara inflata Forster & Wilton, 1973
- Huara kikkawa Forster & Wilton, 1973
- Huara marplesi Forster & Wilton, 1973
- Huara mura Forster & Wilton, 1973
- Huara ovalis (Hogg, 1909)
- Huara pudica Forster & Wilton, 1973

## Jalkaraburra
Jalkaraburra Davies, 1998
- Jalkaraburra alta Davies, 1998

## Keera
Keera Davies, 1998
- Keera longipalpis Davies, 1998

## Magua
Magua Davies, 1998
- Magua wiangaree Davies, 1998

## Makora
Makora Forster & Wilton, 1973
- Makora calypso (Marples, 1959)
- Makora detrita Forster & Wilton, 1973
- Makora diversa Forster & Wilton, 1973
- Makora figurata Forster & Wilton, 1973
- Makora mimica Forster & Wilton, 1973

## Mamoea
Mamoea Forster & Wilton, 1973
- Mamoea assimilis Forster & Wilton, 1973
- Mamoea bicolor (Bryant, 1935)
- Mamoea cantuaria Forster & Wilton, 1973
- Mamoea cooki Forster & Wilton, 1973
- Mamoea florae Forster & Wilton, 1973
- Mamoea grandiosa Forster & Wilton, 1973
- Mamoea hesperis Forster & Wilton, 1973
- Mamoea hughsoni Forster & Wilton, 1973
- Mamoea inornata Forster & Wilson, 1973
- Mamoea mandibularis (Bryant, 1935)
- Mamoea maorica Forster & Wilton, 1973
- Mamoea montana Forster & Wilton, 1973
- Mamoea monticola Forster & Wilton, 1973
- Mamoea otira Forster & Wilton, 1973
- Mamoea pilosa (Bryant, 1935)
- Mamoea rakiura Forster & Wilton, 1973
- Mamoea rufa (Berland, 1931)
- Mamoea unica Forster & Wilton, 1973
- Mamoea westlandica Forster & Wilton, 1973

## Maniho
Maniho Marples, 1959
- Maniho australis Forster & Wilton, 1973
- Maniho cantuarius Forster & Wilton, 1973
- Maniho centralis Forster & Wilton, 1973
- Maniho insulanus Forster & Wilton, 1973
- Maniho meridionalis Forster & Wilton, 1973
- Maniho ngaitahu Forster & Wilton, 1973
- Maniho otagoensis Forster & Wilton, 1973
- Maniho pumilio Forster & Wilton, 1973
- Maniho tigris Marples, 1959
- Maniho vulgaris Forster & Wilton, 1973

## Marplesia
Marplesia Lehtinen, 1967
- Marplesia dugdalei Forster & Wilton, 1973
- Marplesia pohara Forster & Wilton, 1973

## Metaltella
Metaltella Mello-Leitão, 1931
- Metaltella arcoiris (Mello-Leitão, 1943)
- Metaltella iheringi (Keyserling, 1891)
- Metaltella imitans (Mello-Leitão, 1940)
- Metaltella rorulenta (Nicolet, 1849)
- Metaltella simoni (Keyserling, 1878)
- Metaltella tigrina (Mello-Leitão, 1943)

## Neolana
Neolana Forster & Wilton, 1973
- Neolana dalmasi (Marples, 1959)
- Neolana pallida Forster & Wilton, 1973
- Neolana septentrionalis Forster & Wilton, 1973

## Neororea
Neororea Forster & Wilton, 1973
- Neororea homerica Forster & Wilton, 1973
- Neororea sorenseni (Forster, 1955)

## Oparara
Oparara Forster & Wilton, 1973
- Oparara karamea Forster & Wilton, 1973
- Oparara vallus (Marples, 1959)

## Paramamoea
Paramamoea Forster & Wilton, 1973
- Paramamoea aquilonalis Forster & Wilton, 1973
- Paramamoea arawa Forster & Wilton, 1973
- Paramamoea incerta Forster & Wilton, 1973
- Paramamoea incertoides Forster & Wilton, 1973
- Paramamoea insulana Forster & Wilton, 1973
- Paramamoea pandora Forster & Wilton, 1973
- Paramamoea paradisica Forster & Wilton, 1973
- Paramamoea parva Forster & Wilton, 1973
- Paramamoea urewera Forster & Wilton, 1973
- Paramamoea waipoua Forster & Wilton, 1973

## Penaoola
Penaoola Davies, 1998
- Penaoola algida Davies, 1998
- Penaoola madida Davies, 1998

## Quemusia
Quemusia Davies, 1998
- Quemusia aquilonia Davies, 1998
- Quemusia austrina Davies, 1998
- Quemusia cordillera Davies, 1998
- Quemusia raveni Davies, 1998

## Rangitata
Rangitata Forster & Wilton, 1973
- Rangitata peelensis Forster & Wilton, 1973

## Reinga
Reinga Forster & Wilton, 1973
- Reinga apica Forster & Wilton, 1973
- Reinga aucklandensis (Marples, 1959)
- Reinga grossa Forster & Wilton, 1973
- Reinga media Forster & Wilton, 1973
- Reinga waipoua Forster & Wilton, 1973

## Rorea
Rorea Forster & Wilton, 1973
- Rorea aucklandensis Forster & Wilton, 1973
- Rorea otagoensis Forster & Wilton, 1973

## Tanganoides
Tanganoides Davies, 2005
- Tanganoides acutus (Davies, 2003)
- Tanganoides clarkei (Davies, 2003)
- Tanganoides collinus (Davies, 2003)
- Tanganoides greeni (Davies, 2003)
- Tanganoides harveyi (Davies, 2003)
- Tanganoides mcpartlan (Davies, 2003)

## Tasmabrochus
Tasmabrochus Davies, 2002
- Tasmabrochus cranstoni Davies, 2002
- Tasmabrochus montanus Davies, 2002
- Tasmabrochus turnerae Davies, 2002

## Tasmarubrius
Tasmarubrius Davies, 1998
- Tasmarubrius hickmani Davies, 1998
- Tasmarubrius milvinus (Simon, 1903)
- Tasmarubrius pioneer Davies, 1998
- Tasmarubrius tarraleah Davies, 1998
- Tasmarubrius truncus Davies, 1998

## Teeatta
Teeatta Davies, 2005
- Teeatta driesseni Davies, 2005
- Teeatta magna Davies, 2005
- Teeatta platnicki Davies, 2005

## Waterea
Waterea Forster & Wilton, 1973
- Waterea cornigera Forster & Wilton, 1973